# فيروس حمى أومسك النزفية
فيروس حمى أومسك النزفية هو الفيروس المسبب لداء يسمى حمى أومسك النزفية.

## التصنيف
يصنف فيروس التهاب الدماغ المحمول بالقراد ضمن جنس الفيروسة المصفرة. هذا الجنس يضم فيروسات أخرى مثل فيروس داء غابة كياسانور وفيروس التهاب الدماغ المحمول بالقراد وفيروس الداء القفزي وفيروس لانغات وفيروس الخرمة.